# Färberturm

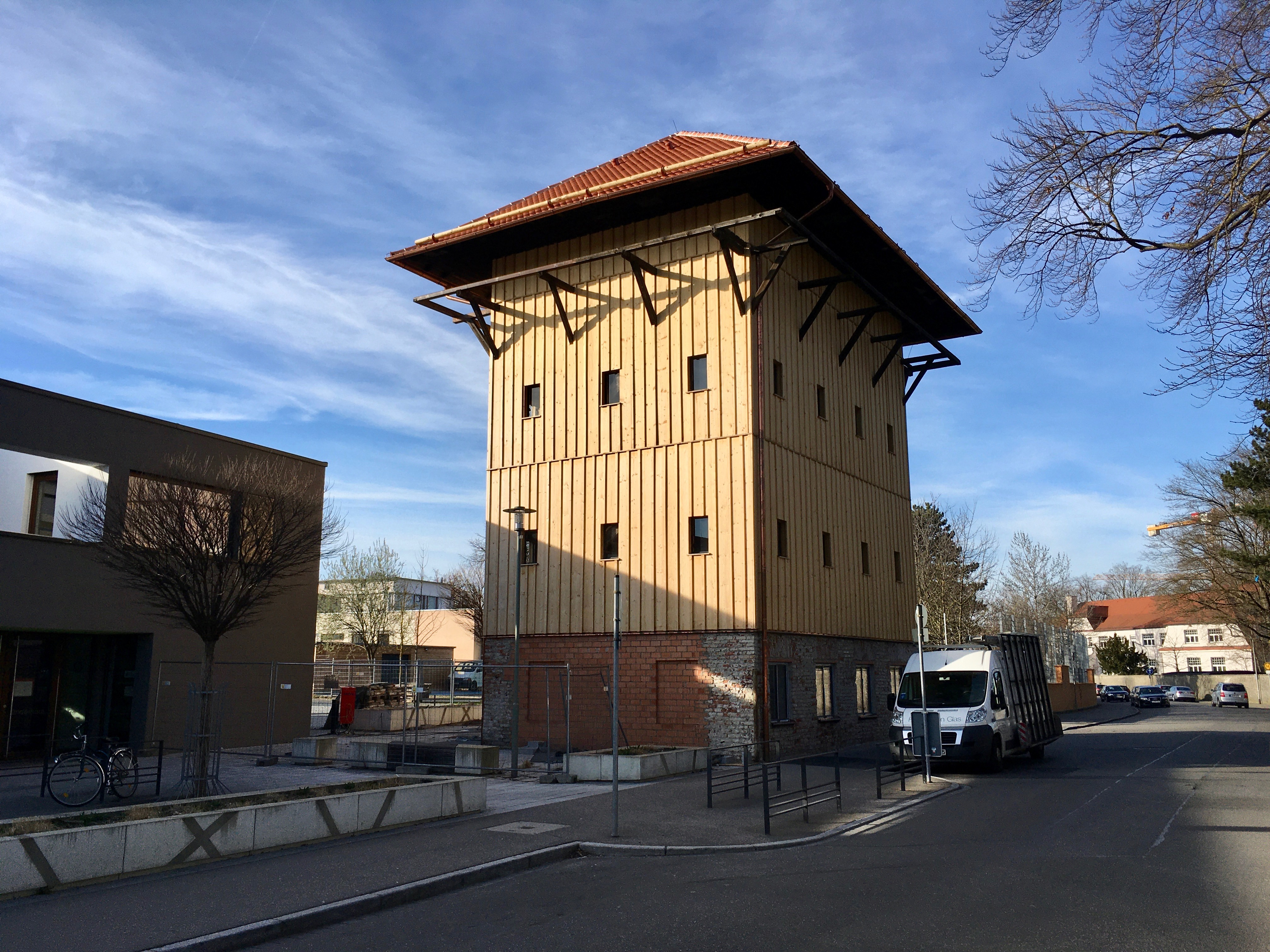
Färberturm im Augsburger Textilviertel

Der im 18. und 19. Jahrhundert durch die Zunft der Bleicher und Färber genutzte Färberturm diente dem Aushängen und Trocknen eingefärbter Stoffbahnen. Ein solches Zeugnis der aufblühenden Textilindustrie blieb in der Textilstadt Augsburg erhalten: ein Färberturm auf dem Gelände der ehemaligen Augsburger Kammgarn-Spinnerei (AKS) wurde unter Denkmalschutz gestellt.

## Baukörper
Typisch für das Aussehen eines Färberturmes ist der rechteckige Grundriss mit gemauertem Sockelgeschoss. Darüber erhebt sich ein hölzerner Aufbau bis zu 12 Metern. Oben befindet sich ein umlaufendes Stangengerüst zum Aufhängen der nassen Stoffbahnen. Ein aufgesetztes Walmdach schützt das Bauwerk vor der Witterung.

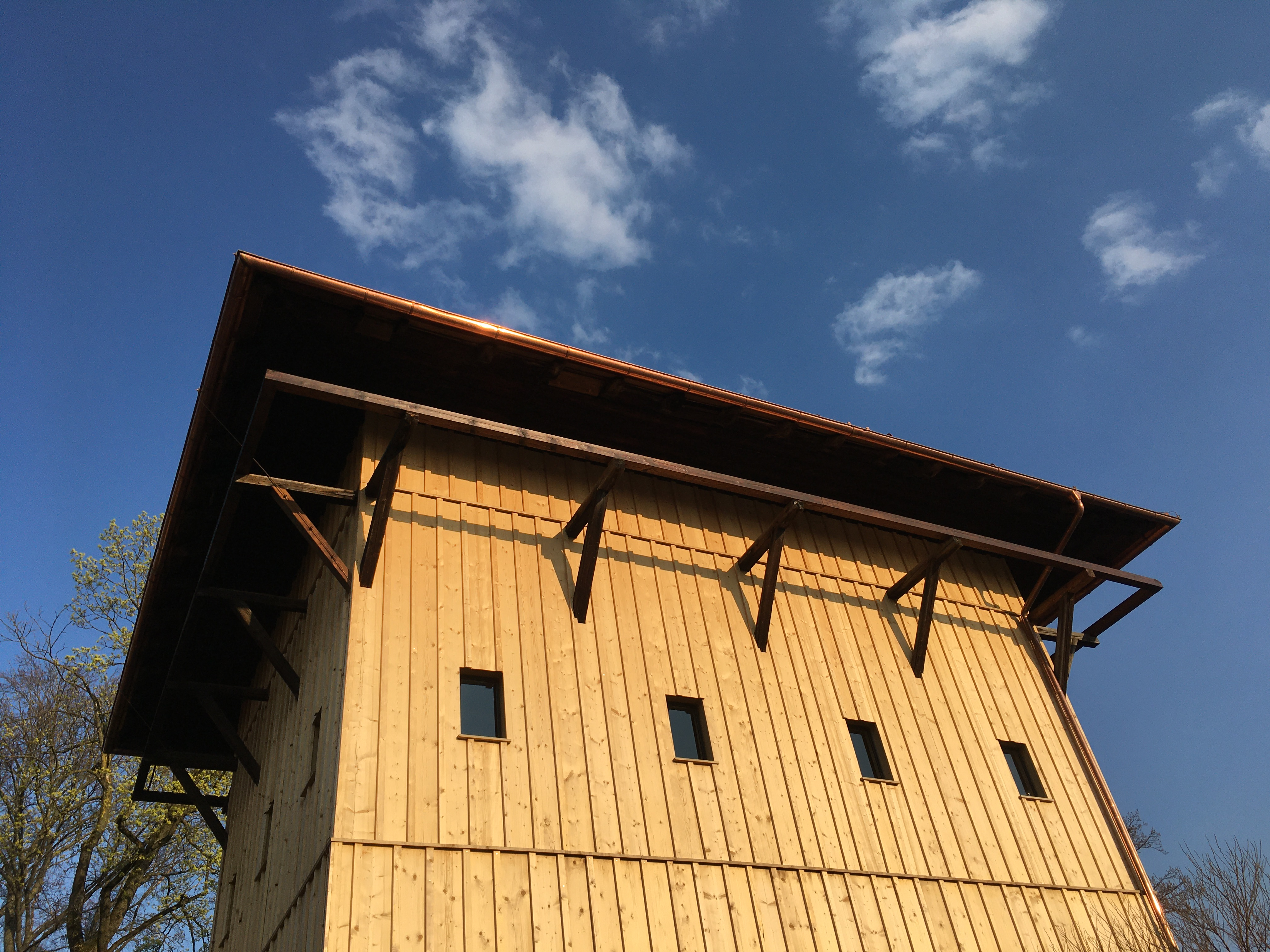
Aufbau mit Stangengerüst